# José Ramón Pizarro
José Ramón Pizarro Ophelan (Tacna, 13 de octubre de 1853-Lima, 1 de noviembre de 1937) fue un militar y político peruano. Luchó en la guerra del Pacífico, siendo herido y apresado. Sufrió confinamiento en Chile. De regreso al Perú, se convirtió en partidario del general Andrés A. Caceres. Fue ministro de Guerra y Marina de 1910 a 1911, y en 1919; así como senador por Tacna de 1919 a 1930. Apoyó al presidente Augusto Leguía. Formó parte de la comisión que en 1929 se encargó de recibir a la provincia de Tacna de vuelta al Perú, tras casi cincuenta años de estar en poder de Chile.

## Biografía
Hijo del coronel Ramón Pizarro Velarde y Carmen Ophelan Fernández-Cornejo. Era descendiente directo de Pedro Pizarro, el cronista de la conquista del Perú.
Comenzó sus estudios en el Colegio Alemán de Tacna; y trasladado a Arequipa, los continuó en el Seminario de San Jerónimo, y luego en el Colegio Nacional de la Independencia Americana.
Optó por seguir la carrera de armas e ingresó al Colegio Militar de Lima. Egresó en 1875, como subteniente de infantería. Ejerció como profesor en dicho colegio. Con el grado de teniente, se incorporó al Batallón de Cazadores de Cuzco. En 1879, al estallar la guerra con Chile, marchó a la frontera del Sur, siendo su batallón uno de los primeros cuerpos peruanos enviados al teatro del conflicto.
Participó en la defensa de Iquique, y en las acciones de Pisagua, San Francisco y Tarapacá. Resultó levemente herido en estos combates y ascendió al grado de capitán. Luego participó en la defensa de Arica y en la batalla de Tacna, donde resultó gravemente herido. Hecho prisionero, fue llevado a Chile, donde permaneció confinado durante dos años.
Retornó al Perú en 1882 y fue nombrado adjunto militar en Bolivia. Allí se encargó de cautelar por el transporte del material bélico que llegaba al Perú a través de Argentina y Bolivia.
En 1884, ya con el grado de sargento mayor, pasó a ser ayudante del general Andrés A. Cáceres, que por entonces iniciaba una revolución contra el presidente Miguel Iglesias. Participó en la toma de Lima de 1 de diciembre de 1885 y fue ascendido a teniente coronel.
Instalado un gobierno de transición, fue nuevamente acreditado en Bolivia como adjunto militar en la legación peruana. Culminada dicha misión, regresó al Perú en 1887. Durante el predominio del cacerismo en la política peruana, ejerció sucesivamente diversos cargos políticos: subprefecto de Huánuco, Puno y Chucuito, así como prefecto de Huánuco. Fue ascendido a coronel y  posteriormente fue incorporado al Estado Mayor General del Ejército.
Participó en la debelación de la intentona golpista de 1909 contra el presidente Augusto B. Leguía. Ese mismo año, en plena  tensión con Bolivia, fue enviado a la frontera con dicho país; el conflicto se resolvió pacíficamente con la firma del Tratado Polo-Bustamante. Poco después, en 1910, hubo de marchar a la frontera con Ecuador como comandante general de la 1.ª División de Observación, al producirse una tensión con dicho país. Pasó después a ser comandante general de la 2.ª división, acantonada en Lambayeque.
El presidente Augusto Leguía lo convocó para que formara parte de su Consejo de Ministros, en calidad de ministro de Guerra y Marina. Asumió en julio de 1910, en reemplazo del general Pedro Muñiz Sevilla. Fue entonces ascendido a general de brigada. En agosto de 1911 sufrió una interpelación en el Congreso, conjuntamente con el primer ministro Enrique Basadre Stevenson, a raíz de un incidente ocurrido durante las Juntas Preparatorias parlamentarias. Aunque ambos lograron evitar la moción de censura, el gabinete ministerial en pleno presentó su renuncia. Pizarro fue reemplazado por Juan Manuel de la Torre.
Durante el gobierno de Guillermo Billinghurst (1912-1914) fue requerida constantemente su opinión en temas militares. Pero bajo el régimen del coronel Óscar R. Benavides (1914-1915) sufrió de hostilidad.
En 1916 pasó a retiro y fue incorporado al Consejo de Oficiales Generales. Aunque iniciado en el Partido Constitucional o cacerista, se hizo partidario de Augusto Leguía. Formó parte de la Junta Central Leguiísta que organizó el retorno de dicho caudillo al Perú, su postulación a la presidencia de la República y toda la evolución que condujo al golpe de Estado de 1919.
En agosto de 1919, ya con Leguía como presidente de la República por segunda vez, Pizarro fue nuevamente convocado para ser ministro de Guerra y Marina. Esta vez su gestión fue más breve que la anterior, pues al cabo de unos días debió renunciar debido a su elección como senador por Tacna ante la Asamblea Nacional de 1919, que se instaló el 24 de setiembre de ese año. Se abocó entonces a las labores de dicha Asamblea, cuyos primeros 30 días tuvieron el carácter de constituyente, con el objetivo de emitir una nueva carta magna, que fue la Constitución de 1920.
Finalizada la labor constituyente de la Asamblea Nacional, esta pasó a ser congreso 
ordinario. Pizarro terminó su periodo legislativo en 1924, siendo reelegido ese mismo año, y otra vez en 1929, hasta que el golpe de Estado de 1930 puso fin a su mandato legislativo y al gobierno de Leguía, que desde entonces fue conocido como el Oncenio.

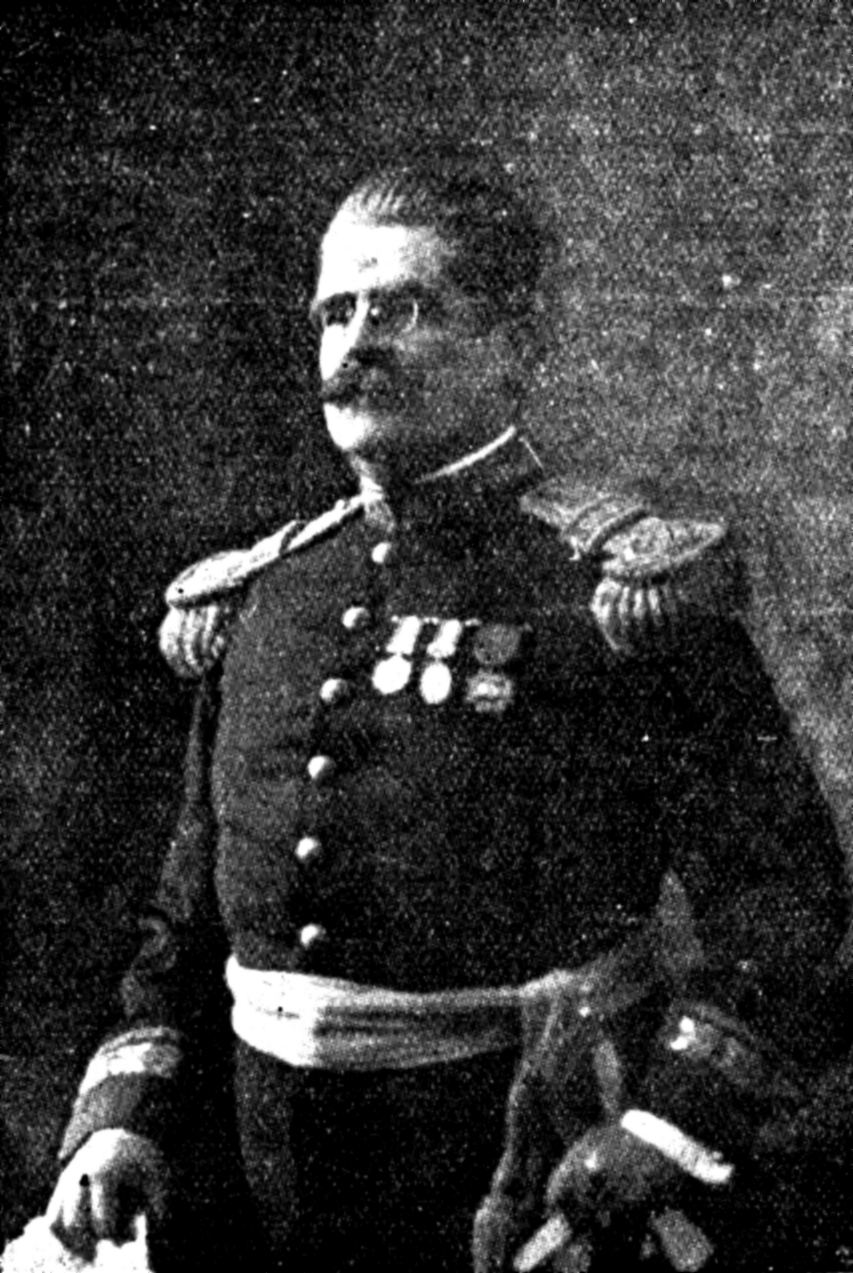
José Ramón Pizarro. Fotografía de Luis S. Ugarte.

Durante su gestión parlamentaria fue segundo vicepresidente del Senado, de 1923 a 1926. También fue miembro de la comisión que en 1925 preparó el plebiscito en Tacna y Arica, siendo el encargado de la propaganda peruana en esas provincias. Dicho plebiscito no llegó a realizarse y por el Tratado de Lima de 1929, Tacna regresó al Perú y Arica permaneció en Chile. Junto con el ministro de Relaciones Exteriores, Pizarro tuvo el honor de ser el comisionado para recibir de retorno al Perú a la provincia de Tacna, en ceremonia realizada el 28 de agosto de 1929.
Tras la caída de Leguía en 1930 y la ascensión al poder del comandante Luis Sánchez Cerro, se retiró de la política.

## Publicaciones
- La batalla de Miraflores (1910), un estudio sobre dicha acción bélica de la guerra del Pacífico.[1]

Publicó también, en diversos diarios de Lima, artículos sobre temas militares, bajo el seudónimo de Coronel P.P.